# Dillon Overton
Pour les articles homonymes, voir Overton.
Dillon Ray Overton (né le 17 août 1991 à Clinton, Oklahoma, États-Unis) est un lanceur gaucher des Rockies du Colorado de la Ligue majeure de baseball.

## Carrière
Dillon Overton est choisi par les Red Sox de Boston au 26e tour de sélection du repêchage de 2010, mais il ignore l'offre pour plutôt rejoindre les Sooners de l'université d'Oklahoma, avant de signer son premier contrat professionnel avec les Athletics d'Oakland, qui le réclament au second tour du repêchage de 2013. Il subit une opération Tommy John au coude gauche après avoir signé son contrat avec Oakland à l'été 2013 et ne fait ses débuts professionnels que le 23 juin 2014, en ligues mineures.
Il fait ses débuts dans le baseball majeur avec le 25 juin 2016. Il lance 24 manches et un tiers pour Oakland en 7 matchs joués en 2016, dont 5 comme lanceur partant, et accorde à l'adversaire 12 circuits.
Le 26 janvier 2017, Oakland échange Overton aux Mariners de Seattle contre Jason Goldstein, un receveur des ligues mineures.